# Schweizer Fussballmeisterschaft 2008/09
Die 112. Schweizer Fussballmeisterschaft der Herren fand 2008 und 2009 in der Schweiz und in Liechtenstein statt. Meister wurde der FC Zürich, welcher somit seinen 12. Meistertitel erlangte.
Die Super League 2008/09 fand vom 18. Juli 2008 bis zum 13. Juni 2009 statt. Der Liechtensteiner Verein FC Vaduz, der als erster ausländischer Verein in der Schweizer Super League, der höchsten Spielklasse, spielte, stieg nach nur einer Saison in der obersten Spielklasse wieder ab. Der FC Basel sowie der BSC Young Boys konnten sich für die Europa League qualifizieren. Der vorletzte Platz, der zur Teilnahme an den Barragespielen verpflichtet, wurde vom FC Luzern belegt. In der Challenge League 2008/09, der zweithöchsten Spielklasse, sicherte sich der FC St. Gallen den Aufstieg und der FC Lugano den Barrageplatz. Der SC Kriens und der FC Le Mont-sur-Lausanne gewannen die Play-offs der 1. Liga, der dritthöchsten Spielklasse.

## Super League

Vereine der Super League, rote Punkte signalisieren die Vereine, die schon im Vorjahr in der Super League spielten, die Aufsteiger sind mit grünen Pfeilen markiert

### Saisonverlauf

#### Hinrunde
Am 18. Juli 2008 fand zwischen dem BSC Young Boys und dem Vorjahresmeister FC Basel das erste Saisonspiel statt, welches Basel mit 2:1 gewinnen konnte. Der FC Aarau hatte mit vier Siegen und einem Unentschieden den besten Saisonstart seit 1980 und stand für die ersten fünf Spieltage auf dem ersten Tabellenplatz. Danach übernahm Basel nach einem 4:1-Auswärtssieg beim FC Zürich die Führung, Aarau blieb aber als einzige Mannschaft bis zur siebten Runde ungeschlagen. Der BSC Young Boys holte in den ersten drei Spielen nur einen Punkt und entliess danach seinen Trainer Martin Andermatt. Am 10. August wurde Vladimir Petković als neuer Trainer der Berner vorgestellt, nachdem der Assistenztrainer Erminio Piserchia zwischenzeitlich die Mannschaft übernommen hatte. Einen Tag später entliess der FC Luzern aufgrund des misslungenen Saisonstarts seinen Trainer Ciriaco Sforza. Die Mannschaft hatte von den ersten fünf Spielen keines gewinnen können.
Neuer Trainer bei Luzern wurde Roberto Morinini. In den folgenden Runden konnte Basel die Führung für sich behaupten, ehe Zürich am 11. Spieltag dank dem besseren Torverhältnis zum ersten Mal in der Saison auf dem ersten Platz stand. Nachdem Luzern am Ende des 12. Spieltags immer noch kein Spiel gewonnen hatte, entliess der Vorstand auch den zweiten Trainer und stellte Rolf Fringer an, danach gewann Luzern sein erstes Saisonspiel mit 1:0 gegen Bellinzona. Am 15. Spieltag wurde das Spitzenspiel zwischen Basel und Zürich ausgetragen, welches mit 1:1 unentschieden endete; damit konnte Basel seine Tabellenführung behaupten. Am nächsten Spieltag verlor Basel jedoch bei Neuchâtel Xamax mit 0:2, und da Zürich gegen den FC Sion mit 1:0 gewann, kam es wieder zu einem Wechsel auf Platz eins. Im letzten Spiel des Jahres gab es ein unerwartetes Resultat, als der Tabellenletzte Luzern gegen den FC Basel mit 5:1 gewinnen konnte. Dadurch wurde der FC Zürich mit vier Punkten Vorsprung vor Basel und mit zehn Punkten Vorsprung gegenüber dem drittplatzierten BSC Young Boys Wintermeister.

#### Rückrunde
Der seit dem 15. Dezember ruhende Spielbetrieb wurde am 7. Februar 2009 wieder aufgenommen. In der ersten Runde nach der Winterpause spielte der Tabellenführer im Zürcher Stadtderby gegen den Grasshopper Club Zürich 2:2, konnte seinen Vorsprung auf Basel aber dennoch auf fünf Zähler ausbauen, da der Tabellenzweite auswärts gegen den BSC Young Boys mit 2:3 unterlag. Dieser Vorsprung wurde am 21. Spieltag allerdings auf zwei Punkte reduziert, nachdem Basel das Spitzenspiel gegen Zürich mit 2:1 hatte gewinnen können. Am 23. Spieltag lag Zürich im Spiel in Luzern lange in Rückstand, glich fünf Minuten vor Schluss aus und konnte das Spiel zu einem 3:1-Sieg drehen. In der folgenden Runde wurden die Young Boys aus Bern in Vaduz mit 1:3 bezwungen und verloren dadurch den Anschluss an die Tabellenspitze. Am 25. Spieltag übernahm der FC Basel die Tabellenführung. Zürich verlor in Bern mit 2:4, während Basel zuhause Vaduz mit 5:0 besiegte. Ein Erfolg im Abstiegskampf gelang dem FC Luzern, als er die AC Bellinzona mit 4:2 bezwang.
Am nächsten Spieltag eroberte Zürich nach einem 2:1-Sieg gegen Aarau wieder die Tabellenspitze, da Basel in Bellinzona lediglich 1:1 spielte. In der nächsten Runde errang Luzern einen weiteren Sieg, der FC Vaduz wurde mit 3:1 besiegt. Die beiden Mannschaften spielten eine Woche später erneut gegeneinander, auch dieses Spiel gewann Luzern und rückte somit auf den Barrageplatz vor. Der FC Basel gewann in Neuchâtel 3:2 und profitierte von Zürichs Unentschieden gegen Sion und übernahm somit die Führung. Am 29. Spieltag kam der Tabellenführer Basel gegen Bellinzona nicht über ein Unentschieden hinaus, und weil Zürich sein Spiel in Aarau mit 3:0 gewann, konnte es wieder auf den ersten Platz vorrücken. Im Abstiegskampf besiegte Luzern Sion mit 1:0, wodurch Luzern den Barrageplatz an Sion abgab. Eine Runde später tauschten die beiden Mannschaften erneut die Plätze, Luzern verlor in Bellinzona, Sion gewann gegen Aarau. Am 32. Spieltag gewann keine der ersten drei Mannschaften ihr Spiel: Zürich kam gegen Luzern nicht über ein 1:1 hinaus, konnte seinen Vorsprung aber dennoch auf vier Punkte ausbauen, weil Basel in Aarau entgegen den Erwartungen mit 3:1 verlor. Für Bern gab es ebenfalls eine Niederlage, das Spiel in Bellinzona wurde mit 1:2 verloren. Somit hatte Bern theoretisch keine Chance mehr auf den Gewinn der Meisterschaft. Die Führung behielt Zürich auch am nächsten Spieltag nach einem 5:3-Sieg in Vaduz.

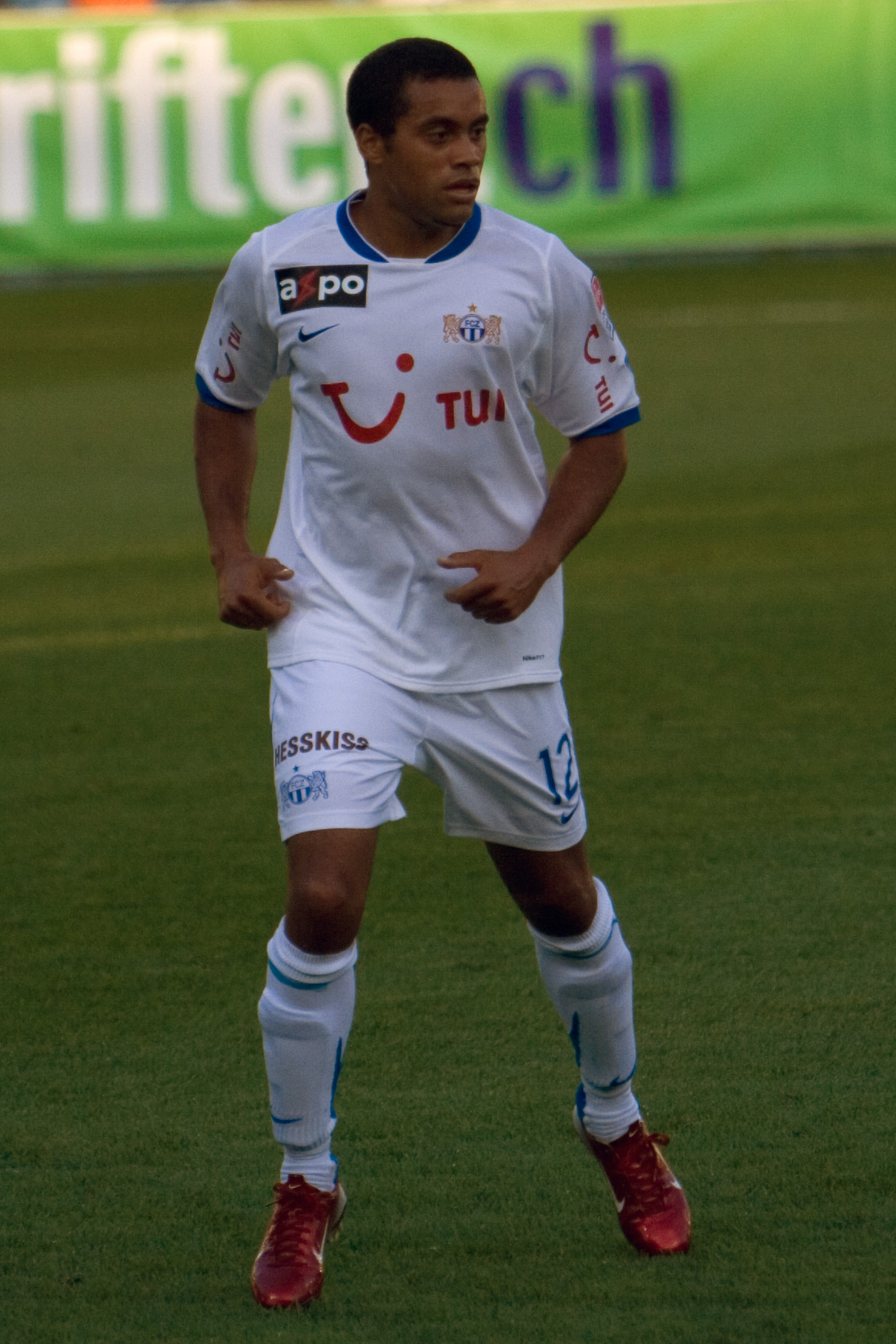
Der Meistertorschütze Alexandre Alphonse

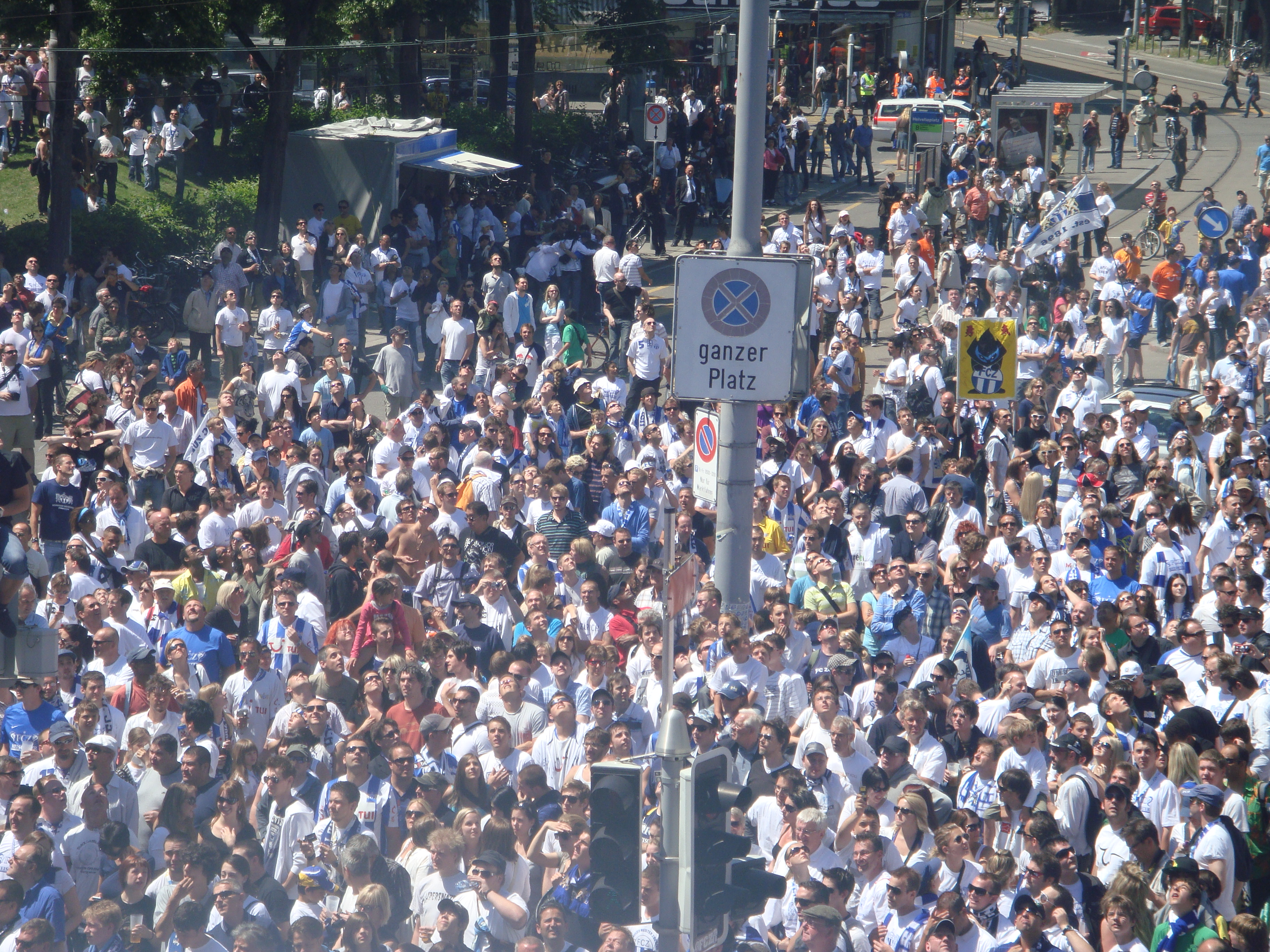
Helvetiaplatz in Zürich während der Meisterfeier des FC Zürich

Einen Spieltag später kam es zum Spitzenspiel zwischen Zürich und Basel, welches Basel mit 3:1 gewann und dadurch bis auf einen Zähler auf Zürich heranrückte. Vaduz verlor in Bellinzona mit 1:3, somit war der Abstieg der Liechtensteiner besiegelt. Die Entscheidungen der Saison fielen am 35. Spieltag. Basel verlor auswärts gegen den Grasshopper Club Zürich mit 1:4, Zürich gewann in Bellinzona nach einem Tor von Alexandre Alphonse in der 31. Minute mit 1:0 und gewann dadurch die Meisterschaft. Der Barrageplatz ging an Luzern, das in Bern mit 2:5 verlor, Sion hingegen gewann in Vaduz mit 5:1 und konnte sich somit den Klassenerhalt sichern. Am letzten Spieltag wurde Basel von Bern im letzten Spiel von Christian Gross als Trainer der Basler nach einer 0:3-Niederlage auf den dritten Platz zurückgedrängt. Bellinzona, der zweite Aufsteiger, spielte eine starke Rückrunde und landete schliesslich auf dem sechsten Rang. Auch Aarau spielte eine gute Saison und war auf dem fünften Schlussrang platziert. Der Grasshopper Club Zürich spielte hingegen eine eher unauffällige Saison und landete auf Platz vier, allerdings mit 22 Punkten Rückstand auf den dritten Platz der Tabelle. Der siebte Platz wurde von Neuchâtel belegt.

### Transfers
Besonders aktiv auf dem Transfermarkt waren die AC Bellinzona und Neuchâtel Xamax, die 15 bzw. 14 Neuzugänge im Sommer 2008 verzeichneten. 14 Spieler verliessen im Sommer 2008 den FC Luzern, zwölf Abgänge hatte Bellinzona zu verbuchen. Ebenfalls besonders aktiv ging der FC Vaduz im Umgang mit Neuverpflichtungen um, es wurden zwölf Spieler unter Vertrag genommen. Mit der AC Bellinzona und dem FC Sion setzten zwei der zehn Teams zu Saisonbeginn auf einen neuen Cheftrainer. Bei den Tessinern übernahm Marco Schällibaum als Nachfolger des zu den BSC Young Boys abgewanderten Vladimir Petković das Traineramt, die Walliser verpflichteten Uli Stielike als Ersatz für den entlassenen Alberto Bigon. Unter den Spielerzugängen im Sommer fanden sich unter anderem Behrang Safari, Marcos Gelabert, David Abraham, Federico Almerares (alle zum FC Basel), Seydou Doumbia (zu den BSC Young Boys), Olivier Monterrubio (zum FC Sion), Nelson Ferreira, Milan Gajić, Elsad Zverotić (alle zum FC Luzern), Davide Callà und Senad Lulić (beide zum Grasshopper Club Zürich).
Unter den Abgängen befanden sich unter anderem Hakan Yakin (zu Al-Gharafa), Kamil Zayatte (zu Hull City), Pascal Zuberbühler (zum FC Fulham), Frank Feltscher (zur US Lecce), Daniel Majstorović (zu AEK Athen) und Kōji Nakata (zu Kashima Antlers).
In der Wintertransferperiode zu Beginn des Jahres 2009 wurden deutlich weniger Transaktionen durchgeführt. Der FC Vaduz verpflichtete sieben Spieler, während der Grasshopper Club Zürich und die AC Bellinzona fünf Neuzugänge verpflichteten. Der FC Zürich, FC Vaduz und FC Luzern gaben je sechs Abgänge bekannt. Neuchâtel Xamax und der FC Sion nahmen zudem den Rest der Spielzeit mit einem neuen Cheftrainer in Angriff. Bei den Neuenburgern ersetzte Alain Geiger den Argentinier Néstor Clausen, in Sion übernahm Umberto Barberis als Nachfolger des entlassenen Uli Stielike den Trainerposten.
Zu den Spielerzugängen im Winter zählten unter anderem Emiliano Dudar (zur AC Bellinzona), Roland Linz, Alain Schultz (beide zum Grasshopper Club Zürich), Xavier Margairaz (zum FC Zürich), Mark Rudan und Thorsten Kirschbaum (beide zum FC Vaduz). Zu den Abgängen zählten Michel Morganella (zur US Palermo), Demba Touré (zu Stade Reims), Germano Vailati (zum FC Metz), Emra Tahirović (zu Örebro SK) und Beto (zu Ergotelis).

### Die Meistermannschaft des FC Zürich
Es werden alle Spieler, die in der Saison 2008/09 mindestens einen Einsatz für den FC Zürich bestritten, aufgeführt. In Klammern sind die Anzahl der Einsätze sowie die dabei erzielten Tore genannt.
| 1.        | FC Zürich |
| FC Zürich | - Tor: Johnny Leoni (34/-) - Abwehr: Heinz Barmettler (27/-), Philippe Koch (11/-), Veli Lampi (28/-), Alain Rochat (29/4), Florian Stahel (27/1), Daniel Stucki (13/-), Hannu Tihinen (29/2), - Mittelfeld: Almen Abdi (32/19), Silvan Aegerter (34/5), Martin Büchel (13/-), Yassine Chikhaoui (6/1), Dusan Djuric (35/9), Xavier Margairaz (13/2), Adrian Nikci (34/4), Onyekachi Okonkwo (35/1), Marco Schönbächler (13/-) - Sturm: Alexandre Alphonse (30/13), Éric Hassli (27/17), Luca Ladner (5/-), Admir Mehmedi (11/2) - Trainer: Bernard Challandes |

### Tabellen
| Pl. | Verein                  | Sp. | S  | U  | N  | Tore    | Diff. | Punkte |
| --- | ----------------------- | --- | -- | -- | -- | ------- | ----- | ------ |
| 1.  | FC Zürich               | 36  | 24 | 7  | 5  | 080:360 | +44   | 79     |
| 2.  | BSC Young Boys          | 36  | 22 | 7  | 7  | 085:460 | +39   | 73     |
| 3.  | FC Basel (M, C)         | 36  | 21 | 7  | 8  | 072:440 | +28   | 70     |
| 4.  | Grasshopper Club Zürich | 36  | 12 | 14 | 10 | 057:480 | +9    | 50     |
| 5.  | FC Aarau                | 36  | 11 | 11 | 14 | 035:510 | −16   | 44     |
| 6.  | AC Bellinzona (N)       | 36  | 11 | 10 | 15 | 044:510 | −7    | 43     |
| 7.  | Neuchâtel Xamax         | 36  | 10 | 10 | 16 | 050:570 | −7    | 40     |
| 8.  | FC Sion                 | 36  | 9  | 10 | 17 | 044:600 | −16   | 37     |
| 9.  | FC Luzern               | 36  | 9  | 8  | 19 | 045:620 | −17   | 35     |
| 10. | FC Vaduz (N)            | 36  | 5  | 7  | 24 | 028:850 | −57   | 22     |

| (M) | amtierender Schweizer Meister          |
| (N) | Neuaufsteiger der letzten Saison       |
| (C) | Schweizer Cupsieger der letzten Saison |

| 2008 | 2008                    | FC Aarau | FC Basel | AC Bellinzona | Grasshopper Club Zürich | FC Luzern | Neuchâtel Xamax | FC Sion | FC Vaduz | BSC Young Boys | FC Zürich |
| 1.   | FC Aarau                |          | 0:2      | 0:1           | 0:3                     | 1:0       | 2:1             | 3:1     | 4:0      | 1:1            | 2:1       |
| 2.   | FC Basel                | 3:1      |          | 2:0           | 1:0                     | 2:0       | 4:3             | 3:0     | 4:0      | 1:2            | 1:1       |
| 3.   | AC Bellinzona           | 1:1      | 2:3      |               | 1:1                     | 2:2       | 1:2             | 2:1     | 1:0      | 1:2            | 0:3       |
| 4.   | Grasshopper Club Zürich | 0:0      | 1:1      | 3:1           |                         | 4:2       | 1:0             | 3:1     | 3:0      | 0:1            | 2:2       |
| 5.   | FC Luzern               | 3:0      | 5:1      | 1:0           | 0:3                     |           | 0:1             | 1:1     | 1:2      | 0:3            | 0:3       |
| 6.   | Neuchâtel Xamax         | 0:0      | 2:0      | 3:3           | 1:1                     | 1:0       |                 | 3:3     | 2:2      | 2:3            | 1:2       |
| 7.   | FC Sion                 | 1:1      | 2:0      | 0:2           | 0:0                     | 1:1       | 0:0             |         | 3:1      | 2:1            | 1:3       |
| 8.   | FC Vaduz                | 0:2      | 0:2      | 0:0           | 1:1                     | 1:0       | 1:0             | 1:2     |          | 0:0            | 1:7       |
| 9.   | BSC Young Boys          | 3:3      | 1:2      | 3:0           | 1:3                     | 6:1       | 2:1             | 5:0     | 0:0      |                | 2:2       |
| 10.  | FC Zürich               | 4:0      | 1:4      | 3:0           | 2:1                     | 1:0       | 3:0             | 1:0     | 5:0      | 2:1            |           |

| 2009 | 2009                    | FC Aarau | FC Basel | AC Bellinzona | Grasshopper Club Zürich | FC Luzern | Neuchâtel Xamax | FC Sion | FC Vaduz | BSC Young Boys | FC Zürich |
| 1.   | FC Aarau                |          | 3:1      | 0:0           | 0:3                     | 0:0       | 0:0             | 1:0     | 2:0      | 0:1            | 0:3       |
| 2.   | FC Basel                | 3:1      |          | 1:1           | 0:0                     | 2:0       | 3:0             | 2:2     | 5:0      | 0:3            | 2:1       |
| 3.   | AC Bellinzona           | 1:2      | 1:1      |               | 6:2                     | 2:0       | 2:0             | 0:1     | 3:1      | 2:1            | 0:1       |
| 4.   | Grasshopper Club Zürich | 1:1      | 4:1      | 1:3           |                         | 1:0       | 1:1             | 0:2     | 2:0      | 3:3            | 2:2       |
| 5.   | FC Luzern               | 4:0      | 1:2      | 4:2           | 1:1                     |           | 2:1             | 1:0     | 3:1      | 2:3            | 1:3       |
| 6.   | Neuchâtel Xamax         | 3:1      | 2:3      | 1:0           | 4:1                     | 3:3       |                 | 3:2     | 3:1      | 2:3            | 0:1       |
| 7.   | FC Sion                 | 2:0      | 0:4      | 2:2           | 1:4                     | 1:1       | 1:0             |         | 2:1      | 2:3            | 0:1       |
| 8.   | FC Vaduz                | 1:1      | 0:1      | 1:0           | 2:2                     | 1:2       | 2:4             | 1:5     |          | 3:1            | 3:5       |
| 9.   | BSC Young Boys          | 4:0      | 3:2      | 3:0           | 3:1                     | 5:2       | 0:0             | 2:1     | 6:0      |                | 4:2       |
| 10.  | FC Zürich               | 2:1      | 1:3      | 0:0           | 2:1                     | 1:1       | 3:0             | 2:2     | 5:0      | 3:0            |           |

### Torschützenliste
| Pl. | Nat.           | Spieler             | Verein          | Tore |
| --- | -------------- | ------------------- | --------------- | ---- |
| 1   | Elfenbeinküste | Seydou Doumbia      | BSC Young Boys  | 20   |
| 2   | Schweiz        | Almen Abdi          | FC Zürich       | 19   |
| 3   | Frankreich     | Éric Hassli         | FC Zürich       | 17   |
| 4   | Ghana          | Joe Tex Frimpong    | FC Luzern       | 13   |
| 4   | Frankreich     | Alexandre Alphonse  | FC Zürich       | 13   |
| 6   | Schweiz        | Mauro Lustrinelli   | AC Bellinzona   | 12   |
| 6   | Australien     | Scott Chipperfield  | FC Basel        | 12   |
| 8   | Portugal       | João Paiva          | FC Luzern       | 11   |
| 8   | Frankreich     | Olivier Monterrubio | FC Sion         | 11   |
| 10  | Nigeria        | Ideye Brown         | Neuchâtel Xamax | 10   |
| 10  | Schweiz        | Benjamin Huggel     | FC Basel        | 10   |
| 10  | Schweiz        | Mario Raimondi      | BSC Young Boys  | 10   |

### Spielstätten und Zuschauer
|                         | Verein                  | Stadt      | Stadion               | Kapazität | Zuschauerschnitt |
| ----------------------- | ----------------------- | ---------- | --------------------- | --------- | ---------------- |
| FC Aarau                | FC Aarau                | Aarau      | Stadion Brügglifeld   | 9'249     | 5'583            |
| FC Basel                | FC Basel                | Basel      | St. Jakob-Park        | 38'512    | 21'043           |
| AC Bellinzona           | AC Bellinzona           | Bellinzona | Stadio Comunale       | 10'000    | 4'011            |
| Grasshopper Club Zürich | Grasshopper Club Zürich | Zürich     | Letzigrund            | 25'500    | 6'497            |
| FC Luzern               | FC Luzern               | Luzern     | Stadion Allmend       | 13'000    | 8'074            |
| Neuchâtel Xamax         | Neuchâtel Xamax         | Neuchâtel  | Stade de la Maladière | 12'500    | 5'086            |
| FC Sion                 | FC Sion                 | Sion       | Stade de Tourbillon   | 20'200    | 9'383            |
| FC Vaduz                | FC Vaduz                | Vaduz      | Rheinpark-Stadion     | 7'838     | 2'176            |
| BSC Young Boys          | BSC Young Boys          | Bern       | Stade de Suisse       | 31'783    | 17'984           |
| FC Zürich               | FC Zürich               | Zürich     | Letzigrund            | 25'500    | 9'829            |

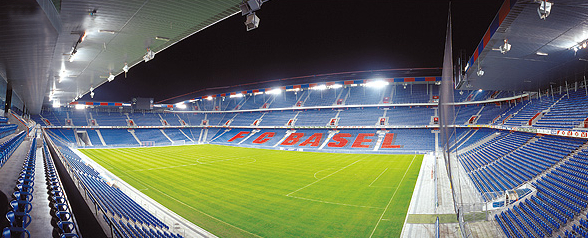
Der Basler St. Jakob-Park wies mit durchschnittlich 21'043 Zuschauern die höchste Auslastung auf

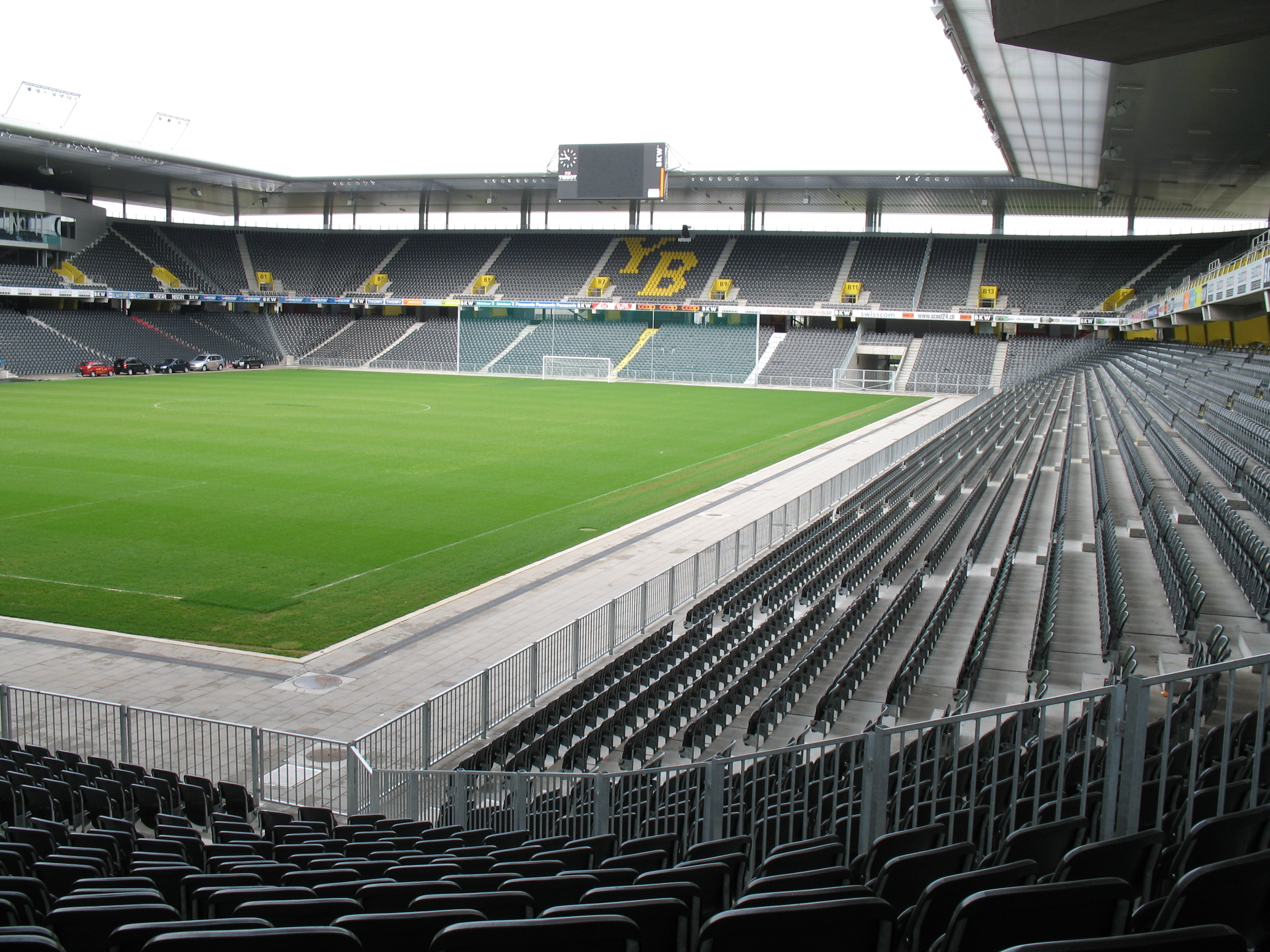
Das Stade de Suisse in Bern wurde von durchschnittlich 17'984 Zuschauern besucht

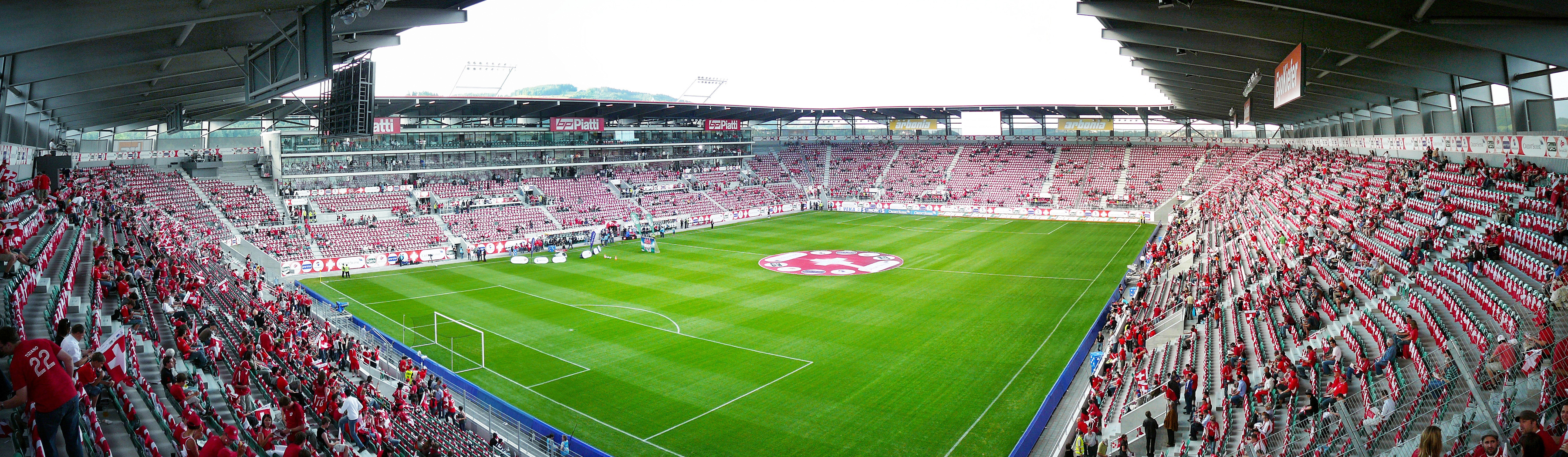
Die St. Galler AFG Arena wies mit durchschnittlich 12'469 Zuschauern die höchste Auslastung auf

Insgesamt wurden während der Saison in neun Stadien Spiele ausgetragen. Das grösste Stadion war der St. Jakob-Park in Basel mit einer Kapazität von 38'500 Plätzen, es war zugleich das am meisten besuchte Stadion mit durchschnittlich 21'043 Zuschauern pro Spiel und 378'791 Zuschauern insgesamt. Zwei Stadien hatten eine Kunstrasenoberfläche, nämlich das Stade de Suisse in Bern sowie das Stade de la Maladière in Neuenburg. Der Letzigrund in Zürich wurde von zwei Vereinen genutzt, vom FC Zürich und vom Grasshopper Club Zürich, da der Hardturm, das eigentliche Stadion des Grasshopper Club, wegen seines schlechten Zustandes während der Saison abgerissen wurde. Vier der Stadien hatten mehr als 20'000 Plätze, ausser den Stadien in Basel, Bern und Zürich war dies auch noch das Stade de Tourbillon in Sion. Das Stadion Allmend in Luzern absolvierte seine letzte Saison, im Sommer 2009 wurde es abgerissen. Ein Stadion mit exakt 10'000 Plätzen war das Stadio Comunale in Bellinzona. Zwei Stadien, das Stadion Brügglifeld und das Rheinpark-Stadion in Vaduz, waren unter dieser Kapazität, das Stadion in Vaduz war mit einer Kapazität von 7'838 Plätzen, 2'178 Zuschauern pro Spiel und 39'185 Zuschauern insgesamt das kleinste und am wenigsten besuchte Stadion der Meisterschaft. Es war zudem das einzige sich im Ausland befindliche Stadion und das einzige Nationalstadion.
Der grösste Zuschauerandrang resultierte am 16. November 2008 im Heimspiel des FC Basel gegen den FC Zürich, als 30'149 Zuschauer die Partie besuchten. Der Zuschauerminusrekord wurde am 24. Mai 2009 im Spiel des FC Vaduz gegen den FC Sion erreicht, das lediglich 850 Zuschauer besuchten. Die Super League wurde von insgesamt 1'614'089 Zuschauern besucht, jedes Spiel im Durchschnitt von 8'967 Zuschauern.

### Anstosszeiten und Übertragungen
In der Saison 2008/09 wurden die einzelnen Begegnungen eines Spieltages üblicherweise wie folgt angepfiffen:
- zwei Begegnungen am Samstag um 17:45 Uhr
- drei Begegnungen am Sonntag um 16:00 Uhr

Allerdings wurden die Anstosszeiten sehr flexibel gehandhabt, bei TV-Übertragungen fanden die Partien teilweise bereits um 14:15 Uhr oder erst um 20:15 Uhr statt. Insgesamt wurden 145 von 180 Saisonspielen im TV übertragen, diese waren jedoch bis auf wenige Ausnahmen nur im Pay-TV bei Teleclub und Bluewin TV zu sehen. Einzelne ausgewählte Begegnungen wie das Spitzenspiel zwischen dem FC Basel und dem FC Zürich wurden im Free-TV auf SF zwei und HD suisse ausgestrahlt. Auch die Barragespiele zwischen dem FC Luzern und dem FC Lugano wurden im Free-TV live auf SF zwei, TSR 2 und TSI 2 übertragen.

### Auszeichnungen
Anlässlich der Nacht des Schweizer Fussballs vergaben der Schweizerische Fussballverband und die Swiss Football League mehrere Auszeichnungen, die die Super League betrafen. Die Publikumswertung als bester Spieler der Super League gewann der Torschützenkönig Seydou Doumbia vor Almen Abdi, Éric Hassli und Gürkan Sermeter. Die ebenfalls vom Publikum per Internetabstimmung beschlossene Auszeichnung zum Tor der Saison gewann Fabian Frei mit seinem am 5. Dezember 2009 gegen Aarau erzielten Tor. Drei weitere die Super League betreffende Auszeichnungen wurden von einer Expertenjury festgelegt. Bernard Challandes gewann die Auszeichnung als bester Trainer, Valentin Stocker die als bester junger Spieler und Massimo Busacca die als bester Schiedsrichter.

## Challenge League
In der Challenge League, der zweithöchsten Spielklasse, spielten 2008/09 nur noch 16 statt bisher 18 Teams. Die Saison dauerte hier vom 25. Juli 2008 bis zum 13. Juni 2009. Die erste Tabellenführung der Saison übernahmen gemeinsam der Aufsteiger FC Biel-Bienne sowie der FC Lugano, die ihre Spiele jeweils mit 4:1 gewannen. Eine Runde später war Lugano alleiniger Tabellenführer, allerdings waren fünf weitere Mannschaften punktgleich. Nach dem nächsten Spieltag gab es schon den dritten Tabellenführer; den Absteiger St. Gallen, der diese Position nach einem 4:0 beim Yverdon-Sport FC einnahm, nachdem alle anderen punktgleichen Mannschaften mit Ausnahme des FC Winterthur Punkte verloren hatten. Winterthur verlor jedoch das nächste Spiel, und somit war St. Gallen nach dem vierten Spieltag das einzige noch verlustpunktfreie Team. Den ersten Punkteverlust für St. Gallen gab es in Runde sieben nach einem 2:4 in Thun, somit konnte Lugano auf den ersten Platz vorrücken. In der Folge lösten sich die beiden Mannschaften immer mehr von den anderen Mannschaften ab. Am 14. Spieltag fand das Spitzenspiel zwischen St. Gallen und Lugano statt, welches St. Gallen mit 2:1 gewinnen konnte. Dadurch war St. Gallen wieder auf dem ersten Platz und überwinterte auch auf diesem.
Bereits zu diesem Zeitpunkt waren St. Gallen und Lugano die einzigen Aufstiegskandidaten. Auch nach der Winterpause, die von 9. Dezember 2008 bis zum 20. Februar 2009 dauerte, ging es ähnlich weiter. Nach der 19. Runde konnte sich St. Gallen von Lugano distanzieren, weil Lugano gegen Wil verlor und St. Gallen gegen den FC Locarno gewann. Nach dem Unentschieden St. Gallens einen Spieltag später und dem gleichzeitigen Sieg Luganos schrumpfte dieser Vorsprung allerdings wieder auf einen Punkt, doch schon eine Runde später betrug dieser wieder drei Punkte, weil diesmal Lugano unentschieden spielte und St. Gallen gewann. Am 24. Spieltag wuchs der Vorsprung nach dem torlosen Spiel Luganos gegen Yverdon auf fünf Punkte an. Dieser Vorsprung hielt an, und am 28. Spieltag war er nach einem 1:0-Sieg beim FC Concordia Basel definitiv. Die 1:3-Niederlage in Lugano am vorletzten Spieltag hatte keine Bedeutung mehr, insgesamt verlor St. Gallen nur zwei Spiele. Lugano konnte sich für die Barrage qualifizieren.
Die Saison hatte keinen sportlichen Absteiger, der letztplatzierte Gossau und der Vorletzte Locarno durften in der Liga bleiben. Concordia Basel erklärte aufgrund des gescheiterten Stadionprojektes und finanzieller Probleme seinen Ausstieg aus dem Profifussball. Dem FC La Chaux-de-Fonds wurde aus finanziellen Gründen die Lizenz entzogen. Beide Mannschaften starteten in der nächsten Saison in der 2. Liga Regional, der fünfthöchsten Liga in der Schweiz.

### Transfers
In der Challenge League wurden im Vergleich zur Super League spürbar mehr Transaktionen getätigt. Besonders aktiv auf dem Transfermarkt waren der FC La Chaux-de-Fonds und der FC Wil, die 19 bzw. 15 Neuzugänge im Sommer 2008 verzeichneten. Je 15 Spieler verliessen im Sommer 2008 den FC Winterthur und den FC La Chaux-de-Fonds. Viele der Neuzugänge stammten aus der eigenen Jugendabteilung, im Gegensatz zu den Super-League-Vereinen wurde in der Challenge League vermehrt auf die Jugendarbeit gesetzt und wurden Spieler aus der zweiten Mannschaft hochgezogen. Insgesamt sieben Vereine setzten zu Beginn der Saison auf einen neuen Cheftrainer. Beim FC St. Gallen übernahm Uli Forte die Nachfolge des entlassenen Krassimir Balakow, der FC Thun verpflichtete Hansruedi Baumann als Ersatz für den Niederländer René van Eck. Auch Yverdon-Sport FC, der FC Wil, Servette FC, der FC Schaffhausen und der FC Biel nahmen zum Saisonstart einen neuen Cheftrainer unter Vertrag. Unter den Spielerzugängen im Sommer fanden sich unter anderem Mario Gavranović (zum Yverdon-Sport FC), Michael Diethelm (zum FC Wohlen), Yao Aziawonou (zum FC Winterthur), David Blumer (zum FC Thun), Mario Cáceres, Moustapha Dabo, Moreno Merenda (alle zum FC St. Gallen), David Fall (zum FC Schaffhausen), Carlos Da Silva, Philippe Montandon (beide zum FC Lugano), Dante Adrian Senger (zum FC Locarno), Vincenzo Zinnà (zum FC Gossau) und Christian Schneuwly (zum FC Biel).
Unter den Abgängen befanden sich unter anderem Luca Ferro (zu Neuchâtel Xamax), Gelson Rodrigues (zu APEP Kyperounda), Tito Tarchini (zum FC Zürich), Hervé Bochud (zum FC Carl Zeiss Jena), Francisco Aguirre (zu Omonia Nikosia), Davide Callà (zum Grasshopper Club Zürich) und Marwin Hitz (zum VfL Wolfsburg).
In der Wintertransferperiode zu Beginn des Jahres 2009 wurden deutlich weniger Transaktionen durchgeführt. Der FC Gossau verpflichtete acht Spieler, während der FC Winterthur und der FC Wohlen sechs Neuzugänge verpflichteten. Der FC Gossau gab neun Abgänge bekannt, der FC Wil verbuchte sieben Abgänge. Zu Beginn des Jahres 2009 wurde während der Transferperiode kein Cheftrainer ersetzt.
Zu den Spielerzugängen im Winter zählten unter anderem Pascal Schürpf, Loan Boumelaha (beide zum FC Concordia Basel), Christian Giménez (zum FC Locarno), Eudis (zum Servette FC Genève), Enrico Schirinzi (zum FC Lugano) und Sven Lüscher (zum FC Winterthur). Zu den Abgängen zählten Enes Fermino (zum FC Sion), Ari Nyman (zu Inter Turku), Ezequiel Scarione (zum FC Luzern), Alain Schultz (zum Grasshopper Club Zürich) und Juan Sara (zu Club Cerro Porteño).

### Die Meistermannschaft des FC St. Gallen

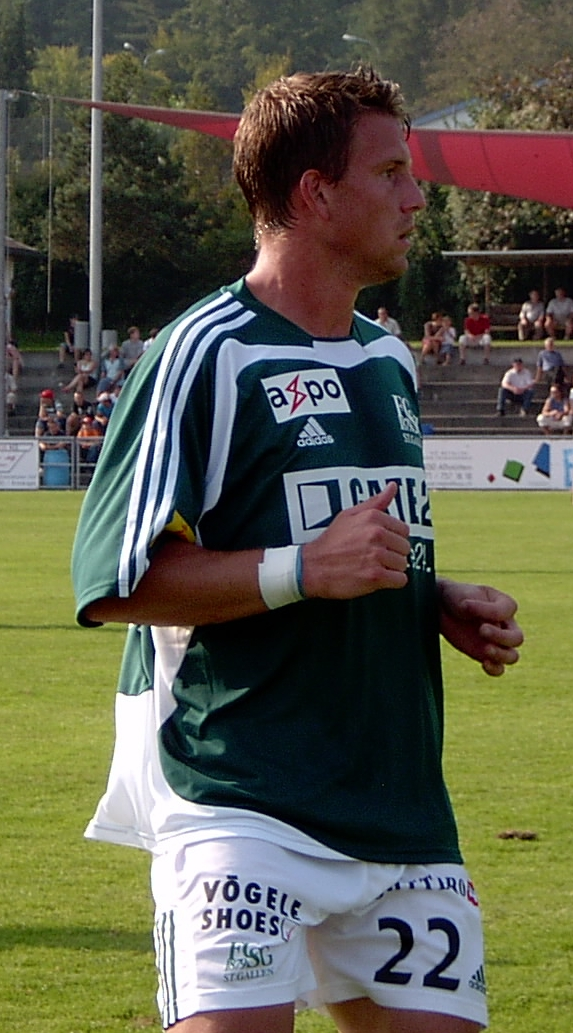
Moreno Merenda erzielte 22 Tore für den FC St. Gallen

Es werden alle Spieler, die in der Saison 2008/09 mindestens einen Einsatz für den FC St. Gallen bestritten, aufgeführt. In Klammern sind die Anzahl der Einsätze sowie die dabei erzielten Tore genannt.
| Platz 1: FC St. Gallen | Platz 1: FC St. Gallen |
| ---------------------- | --- |
|                        | Nico Abegglen (4/0) \| Reto Bolli (1/0) \| Mario Cáceres (19/7) \| Diego Ciccone (23/2) \| Moreno Costanzo (27/14) \| Moustapha Dabo (22/9) \| Fernando (29/0) \| Norbert Frrokaj (1/0) \| Juan Pablo Garat (19/2) \| Marco Hämmerli (17/1) \| Pa Modou Jagne (5/0) \| Sebastian Kollar (25/1) \| Jiří Koubský (8/0) \| Michael Lang (9/1) \| Daniel Lopar (29/0) \| David Marazzi (2/0) \| Ivan Martić (1/0) \| Moreno Merenda (27/22) \| Philipp Muntwiler (28/7) \| Yves Oehri (1/0) \| Lukas Schenkel (29/0) \| Murat Ural (1/0) \| Zé Vitor (24/1) \| Thomas Weller (24/3) \| Adrian Winter (17/5) \| Marc Zellweger (28/1). - Trainer: Uli Forte |

### Tabellen

#### Endtabelle
| Pl. | Verein               | Sp. | S  | U  | N  | Tore    | Diff. | Punkte |
| --- | -------------------- | --- | -- | -- | -- | ------- | ----- | ------ |
| 1.  | FC St. Gallen (A)    | 30  | 25 | 3  | 2  | 078:220 | +56   | 78     |
| 2.  | FC Lugano            | 30  | 22 | 4  | 4  | 072:300 | +42   | 70     |
| 3.  | FC Wil 1900          | 30  | 14 | 9  | 7  | 041:250 | +16   | 51     |
| 4.  | Yverdon-Sport FC     | 30  | 14 | 9  | 7  | 052:410 | +11   | 51     |
| 5.  | FC Biel-Bienne (N)   | 30  | 14 | 5  | 11 | 058:530 | +5    | 47     |
| 6.  | FC Wohlen            | 30  | 13 | 6  | 11 | 043:470 | −4    | 45     |
| 7.  | FC Lausanne-Sport    | 30  | 11 | 8  | 11 | 041:430 | −2    | 41     |
| 8.  | FC Concordia Basel   | 30  | 11 | 7  | 12 | 048:510 | −3    | 40     |
| 9.  | FC Thun (A)          | 30  | 11 | 5  | 14 | 054:650 | −11   | 38     |
| 10. | FC Winterthur        | 30  | 9  | 9  | 12 | 045:460 | −1    | 36     |
| 11. | FC Schaffhausen      | 30  | 8  | 10 | 12 | 040:450 | −5    | 34     |
| 12. | FC La Chaux-de-Fonds | 30  | 9  | 6  | 15 | 039:460 | −7    | 33     |
| 13. | Servette FC Genève   | 30  | 7  | 10 | 13 | 031:460 | −15   | 31     |
| 14. | Stade Nyonnais (N)   | 30  | 8  | 4  | 18 | 026:560 | −30   | 28     |
| 15. | FC Locarno           | 30  | 7  | 5  | 18 | 046:560 | −10   | 26     |
| 16. | FC Gossau            | 30  | 5  | 4  | 21 | 027:690 | −42   | 19     |

| (A) | Absteiger der letzten Saison     |
| (N) | Neuaufsteiger der letzten Saison |

#### Kreuztabelle
| 2008/09 | 2008/09              | FC Concordia Basel | FC Biel-Bienne |     | FC La Chaux-de-Fonds | FC Lausanne-Sport | FC Locarno | FC Lugano | FC Schaffhausen | Servette FC Genève | FC St. Gallen | Stade Nyonnais | FC Thun | FC Wil | FC Winterthur | FC Wohlen | Yverdon-Sport FC |
| 1.      | FC Concordia Basel   |                    | 1:1            | 2:1 | 0:4                  | 3:1               | 2:0        | 2:3       | 3:0             | 3:1                | 0:1           | 2:1            | 1:3     | 3:4    | 3:3           | 3:2       | 2:2              |
| 2.      | FC Biel-Bienne       | 1:1                |                | 4:1 | 1:5                  | 2:4               | 2:1        | 0:3       | 4:1             | 2:0                | 1:2           | 4:2            | 3:2     | 2:1    | 2:0           | 5:1       | 1:2              |
| 3.      | FC Gossau            | 0:1                | 1:3            |     | 0:1                  | 0:0               | 0:4        | 0:1       | 1:0             | 0:3                | 1:3           | 2:3            | 4:3     | 0:0    | 0:1           | 2:0       | 0:4              |
| 4.      | FC La Chaux-de-Fonds | 2:1                | 1:0            | 3:1 |                      | 0:2               | 1:3        | 1:2       | 1:1             | 1:1                | 2:2           | 0:2            | 0:1     | 0:1    | 0:2           | 1:1       | 2:4              |
| 5.      | FC Lausanne-Sport    | 2:3                | 3:1            | 1:1 | 2:1                  |                   | 2:0        | 1:1       | 3:3             | 0:1                | 0:5           | 1:0            | 3:1     | 0:0    | 1:1           | 1:3       | 3:1              |
| 6.      | FC Locarno           | 3:1                | 1:2            | 3:4 | 2:2                  | 0:3               |            | 3:4       | 0:0             | 1:1                | 1:2           | 3:0            | 4:1     | 0:1    | 1:4           | 3:5       | 0:0              |
| 7.      | FC Lugano            | 2:0                | 3:1            | 4:0 | 3:0                  | 1:0               | 2:0        |           | 4:0             | 0:1                | 3:1           | 4:0            | 3:1     | 0:2    | 4:1           | 2:0       | 2:0              |
| 8.      | FC Schaffhausen      | 2:4                | 0:1            | 5:0 | 1:1                  | 0:0               | 2:1        | 2:2       |                 | 0:0                | 0:1           | 3:0            | 2:2     | 1:3    | 3:0           | 2:2       | 1:0              |
| 9.      | Servette FC Genève   | 0:0                | 1:5            | 4:0 | 3:2                  | 1:1               | 2:5        | 1:4       | 1:2             |                    | 1:4           | 0:0            | 4:1     | 1:1    | 0:0           | 0:0       | 1:1              |
| 10.     | FC St. Gallen        | 2:0                | 4:0            | 4:1 | 4:0                  | 4:0               | 1:0        | 2:1       | 2:1             | 2:0                |               | 3:0            | 2:1     | 0:0    | 3:2           | 4:0       | 4:0              |
| 11.     | Stade Nyonnais       | 0:0                | 2:4            | 1:3 | 1:2                  | 0:2               | 1:0        | 0:2       | 3:1             | 1:0                | 1:4           |                | 0:2     | 1:0    | 2:1           | 1:3       | 1:3              |
| 12.     | FC Thun              | 1:0                | 2:2            | 4:1 | 0:4                  | 2:0               | 2:1        | 4:4       | 0:3             | 3:0                | 4:2           | 1:1            |         | 2:1    | 2:4           | 1:2       | 2:4              |
| 13.     | FC Wil               | 2:0                | 3:0            | 2:1 | 1:0                  | 2:0               | 2:3        | 3:4       | 2:1             | 0:1                | 1:1           | 0:0            | 2:0     |        | 1:1           | 3:0       | 1:2              |
| 14.     | FC Winterthur        | 4:5                | 1:1            | 2:1 | 0:1                  | 4:1               | 2:0        | 2:2       | 1:3             | 1:0                | 1:2           | 1:3            | 0:0     | 2:1    |               | 1:2       | 1:1              |
| 15.     | FC Wohlen            | 2:1                | 3:2            | 2:0 | 2:0                  | 0:3               | 3:1        | 0:1       | 0:0             | 3:2                | 1:3           | 2:0            | 2:2     | 0:1    | 0:0           |           | 1:0              |
| 16.     | Yverdon-Sport FC     | 1:1                | 1:1            | 1:1 | 2:1                  | 2:1               | 2:2        | 2:1       | 3:0             | 3:0                | 0:4           | 3:0            | 5:1     | 1:1    | 0:4           | 2:1       |                  |

### Torschützenliste
| Pl. | Nat.                         | Spieler              | Verein             | Tore |
| --- | ---------------------------- | -------------------- | ------------------ | ---- |
| 1   | Italien                      | Vincenzo Rennella    | FC Lugano          | 24   |
| 2   | Schweiz                      | Moreno Merenda       | FC St. Gallen      | 22   |
| 3   | Frankreich                   | Franck Madou         | FC Biel-Bienne     | 17   |
| 4   | Schweiz                      | Rainer Bieli         | FC Concordia Basel | 15   |
| 4   | Frankreich                   | Kamel Boughanem      | FC Lausanne-Sport  | 15   |
| 6   | Schweiz                      | Moreno Costanzo      | FC St. Gallen      | 14   |
| 7   | Argentinien                  | Dante Adrian Senger  | FC Locarno         | 13   |
| 8   | Schweiz                      | David Blumer         | FC Thun            | 12   |
| 8   | Kongo Demokratische Republik | Mbala Mbuta Biscotte | Yverdon-Sport FC   | 12   |
| 10  | Serbien                      | Allmir Ademi         | FC Schaffhausen    | 11   |
| 10  | Kroatien                     | Barlecaj Tomo        | FC Winterthur      | 11   |
| 10  | Schweiz                      | Alain Schultz        | FC Wohlen          | 11   |
| 10  | Portugal                     | Bruno Valente        | FC Lugano          | 11   |

### Spielstätten und Zuschauer
|                      | Verein               | Stadt             | Stadion                        | Kapazität | Zuschauerschnitt |
| -------------------- | -------------------- | ----------------- | ------------------------------ | --------- | ---------------- |
| FC Concordia Basel   | FC Concordia Basel   | Basel             | Stadion Rankhof                | 7'000     | 749              |
| FC Biel-Bienne       | FC Biel-Bienne       | Biel/Bienne       | Stadion Gurzelen               | 15'000    | 1'329            |
|                      | FC Gossau            | Gossau            | Sportanlage Buechenwald        | 3'000     | 738              |
| FC La Chaux-de-Fonds | FC La Chaux-de-Fonds | La Chaux-de-Fonds | Stade de la Charrière          | 12'700    | 410              |
| FC Lausanne-Sport    | FC Lausanne-Sport    | Lausanne          | Stade Olympique de la Pontaise | 15'786    | 1'509            |
| FC Locarno           | FC Locarno           | Locarno           | Stadio Lido                    | 11'000    | 860              |
| FC Lugano            | FC Lugano            | Lugano            | Stadio di Cornaredo            | 15'000    | 1'349            |
| FC Schaffhausen      | FC Schaffhausen      | Schaffhausen      | Stadion Breite                 | 7'300     | 1'110            |
| Servette FC Genève   | Servette FC Genève   | Genf              | Stade de Genève                | 30'084    | 2'427            |
| FC St. Gallen        | FC St. Gallen        | St. Gallen        | AFG Arena                      | 19'694    | 12'469           |
| Stade Nyonnais       | Stade Nyonnais       | Nyon              | Centre sportif de Colovray     | 7'200     | 763              |
| FC Thun              | FC Thun              | Thun              | Stadion Lachen                 | 9'550     | 2'662            |
| FC Wil               | FC Wil               | Wil               | Stadion Bergholz               | 4'500     | 1'328            |
| FC Winterthur        | FC Winterthur        | Winterthur        | Stadion Schützenwiese          | 8'500     | 2'120            |
| FC Wohlen            | FC Wohlen            | Wohlen            | Stadion Niedermatten           | 3'734     | 1'166            |
| Yverdon-Sport FC     | Yverdon-Sport FC     | Yverdon-les-Bains | Stade Municipal                | 6'600     | 1'295            |

Insgesamt wurden während der Saison in 16 Stadien Spiele ausgetragen. Das grösste Stadion war das Stade de Genève in Genf mit einer Kapazität von 30'084 Plätzen. Die Spielstätte des FC Gossau, die Sportanlage Buechenwald, verfügte über eine Kapazität von 3'000 Plätzen und war das kleinste Stadion der Challenge League. Alle Vereine verfügten über ein eigenes Stadion. Sieben der Stadien wiesen mehr als 10'000 Plätze auf, darunter waren neben dem Stade de Genève auch die AFG Arena, das Stade Olympique de la Pontaise, das Stadion Gurzelen und das Stadio di Cornaredo, die mindestens 15'000 Zuschauern Platz boten.
Den weitaus höchsten Zuschauerschnitt konnte der FC St. Gallen aufweisen, dessen Ligaspiele von durchschnittlich 12'469 Zuschauern besucht wurden. Mit dem FC Thun, Servette FC Genève und dem FC Winterthur wiesen nur drei weitere Mannschaften einen Durchschnitt von über 2'000 Zuschauern auf.
Der grösste Zuschauerandrang resultierte am 30. Mai 2009 im Heimspiel des FC St. Gallen gegen den FC Winterthur, als 19'500 Zuschauer die Partie besuchten. Der Zuschauerminusrekord wurde am 28. März 2009 im Spiel des FC La Chaux-de-Fonds gegen den FC Lugano erreicht. Lediglich 172 Zuschauer besuchten das Spiel in La Chaux-de-Fonds. Die Challenge League wurde von insgesamt 484'315 Zuschauern besucht, jedes Spiel im Durchschnitt von 2'018 Zuschauern.

### Anstosszeiten und Übertragungen
Anders als in der Super League wurden die Anstosszeiten in der Challenge League auf die acht Begegnungen pro Runde oftmals so auf drei Tage verteilt, dass meistens entweder eine oder zwei Partien am Freitagabend oder Samstagabend ausgetragen wurden. Die Anstosszeiten wurden genauso wie in der Super League sehr flexibel ausgelegt, und es wurden je nach Platzverhältnissen auch mehrere Partien verschoben.
Am Montagabend um 20:15 Uhr wurde auf dem Schweizer Sportfernsehen jeweils wöchentlich eine Partie der Challenge League live übertragen.

## Barragespiele
| Datum         |           | Ergebnis |           |
| ------------- | --------- | -------- | --------- |
| 10. Juni 2009 | FC Lugano | 1:0      | FC Luzern |
| 13. Juni 2009 | FC Luzern | 5:0      | FC Lugano |
| Gesamt:       | FC Lugano | 1:5      | FC Luzern |

Die Barragespiele wurden zwischen dem Vorletzten der Super League, dem FC Luzern, und dem Zweiten der Challenge League, dem FC Lugano, ausgetragen. Das erste Barragespiel fand am 10. Juni 2009 in Lugano statt. Das einzige Tor schoss dabei Pascal Renfer für Lugano in der 15. Minute. Luzern beendete die Partie nur zu zehnt, nachdem Dušan Veškovac kurz vor der Halbzeit nach einer Notbremse durch die rote Karte des Spielfeldes verwiesen worden war.
Das Rückspiel fand drei Tage später in Luzern statt, es war gleichzeitig das letzte Spiel im Stadion Allmend. Luzern war das dominierende Team und gewann so 5:0. Lugano hatte nur eine Tormöglichkeit, doch Vincenzo Rennella scheiterte mit einem Penalty an Luzerns Torhüter David Zibung. Der Sieg Luzerns stand jedoch kurzzeitig auf der Kippe, da nach dem 1:0 Luzerner Fans Feuerwerkskörper anzündeten und der Schiedsrichterassistent Christoph Erhard von einem Wurfobjekt am Ohr getroffen wurde und sich ärztlich behandeln lassen musste. Erst Luzerns Vereinspräsident Walter Stierli konnte die Anhänger überzeugen, aufzuhören.
Durch das Ergebnis blieben beide Vereine in ihrer Spielklasse.

## 1. Liga
Die 1. Liga, die dritthöchste Spielklasse, war in drei Gruppen aufgeteilt und dauerte vom 2. August 2008 bis zum 13. Juni 2009. Die Gruppen wurden nach der geografischen Lage der Mannschaften eingeteilt, in jeder Gruppe spielten 16 Mannschaften, diese spielten in einer Hin- und Rückrunde je zweimal gegeneinander. U-21-Mannschaften von Profiteams durften nicht an den Aufstiegsspielen teilnehmen, deshalb nahmen aus der Gruppe 2 nur zwei Mannschaften an den Aufstiegsspielen teil, da die U-21-Mannschaft des FC Basel in dieser Gruppe gewann. Nach den Gruppenspielen kam es zuerst zu einem Viertelfinal mit einem Hin- und einem Rückspiel, der Gesamtsieger zog in den Halbfinal ein. Die beiden Gewinner dieser Halbfinalrunden qualifizierten sich dadurch für die Folgesaison der Challenge League.

### Gruppe 1
| Pl. | Verein                           | Sp. | S  | U | N  | Tore    | Diff. | Punkte |
| --- | -------------------------------- | --- | -- | - | -- | ------- | ----- | ------ |
| 1.  | Étoile Carouge FC                | 30  | 20 | 6 | 4  | 071:340 | +37   | 66     |
| 2.  | FC Le Mont-sur-Lausanne (Aufst.) | 30  | 20 | 2 | 8  | 072:450 | +27   | 62     |
| 3.  | Étoile Sportive FC Malley        | 30  | 18 | 6 | 6  | 080:390 | +41   | 60     |
| 4.  | FC Fribourg                      | 30  | 16 | 8 | 6  | 056:340 | +22   | 56     |
| 5.  | FC Meyrin                        | 30  | 15 | 5 | 10 | 061:510 | +10   | 50     |
| 6.  | FC Bulle                         | 30  | 14 | 6 | 10 | 053:500 | +3    | 48     |
| 7.  | CS Chênois (Aufst.)              | 30  | 12 | 6 | 12 | 054:420 | +12   | 42     |
| 8.  | BSC Young Boys U-21              | 30  | 10 | 6 | 14 | 051:560 | −5    | 36     |
| 9.  | FC Echallens                     | 30  | 9  | 9 | 12 | 039:460 | −7    | 36     |
| 10. | FC Naters                        | 30  | 10 | 5 | 15 | 043:480 | −5    | 35     |
| 11. | FC Baulmes                       | 30  | 9  | 7 | 14 | 049:690 | −20   | 34     |
| 12. | FC Martigny-Sports               | 30  | 9  | 7 | 14 | 041:620 | −21   | 34     |
| 13. | FC Sion M-21                     | 30  | 9  | 6 | 15 | 046:580 | −12   | 33     |
| 14. | Urania Genève Sport              | 30  | 8  | 9 | 13 | 050:640 | −14   | 33     |
| 15. | SC Düdingen                      | 30  | 6  | 9 | 15 | 032:530 | −21   | 27     |
| 16. | FC La Tour/Le Pâquier            | 30  | 4  | 5 | 21 | 032:790 | −47   | 17     |

Die blau markierten Mannschaften qualifizierten sich für die Aufstiegsspiele, die rot markierten stiegen in die 2. Liga interregional ab. Aufst. steht für die Aufsteiger aus der 2. Liga interregional, Abst. für die Absteiger aus der Challenge League, R für die absolvierten Runden, S für Siege, U für Unentschieden, N für Niederlagen und Diff. für die Tordifferenz.

### Gruppe 2
| Pl. | Verein                  | Sp. | S  | U  | N  | Tore    | Diff. | Punkte |
| --- | ----------------------- | --- | -- | -- | -- | ------- | ----- | ------ |
| 1.  | FC Basel U-21           | 30  | 24 | 4  | 2  | 098:380 | +60   | 76     |
| 2.  | SC Kriens (Abst.)       | 30  | 20 | 8  | 2  | 069:320 | +37   | 68     |
| 3.  | FC Schötz               | 30  | 17 | 5  | 8  | 066:500 | +16   | 56     |
| 4.  | FC Emmenbrücke (Aufst.) | 30  | 11 | 10 | 9  | 044:480 | −4    | 43     |
| 5.  | FC Luzern U-21          | 30  | 12 | 6  | 12 | 064:560 | +8    | 42     |
| 6.  | BSC Old Boys            | 30  | 11 | 9  | 10 | 050:450 | +5    | 42     |
| 7.  | SC Cham (Abst.)         | 30  | 11 | 9  | 10 | 057:530 | +4    | 42     |
| 8.  | FC Grenchen             | 30  | 12 | 5  | 13 | 043:500 | −7    | 41     |
| 9.  | FC Solothurn            | 30  | 12 | 4  | 14 | 059:520 | +7    | 40     |
| 10. | SR Delémont (Abst.)     | 30  | 11 | 6  | 13 | 059:480 | +11   | 39     |
| 11. | FC Zug 94               | 30  | 11 | 5  | 14 | 055:650 | −10   | 38     |
| 12. | FC Münsingen            | 30  | 8  | 8  | 14 | 038:450 | −7    | 32     |
| 13. | SC Zofingen             | 30  | 10 | 2  | 18 | 046:750 | −29   | 32     |
| 14. | FC Wangen bei Olten     | 30  | 9  | 5  | 16 | 043:740 | −31   | 32     |
| 15. | SV Muttenz              | 30  | 7  | 5  | 18 | 042:660 | −24   | 26     |
| 16. | FC Olten                | 30  | 6  | 5  | 19 | 031:670 | −36   | 23     |

Die blau markierten Mannschaften qualifizierten sich für die Aufstiegsspiele, die rot markierten stiegen in die 2. Liga interregional ab. Aufst. steht für die Aufsteiger aus der 2. Liga interregional, Abst. für die Absteiger aus der Challenge League, R für die absolvierten Runden, S für Siege, U für Unentschieden, N für Niederlagen und Diff. für die Tordifferenz.

### Gruppe 3
| Pl. | Verein                       | Sp. | S  | U  | N  | Tore    | Diff. | Punkte |
| --- | ---------------------------- | --- | -- | -- | -- | ------- | ----- | ------ |
| 1.  | FC Chiasso (Abst.)           | 30  | 20 | 8  | 2  | 069:280 | +41   | 68     |
| 2.  | FC Tuggen                    | 30  | 19 | 5  | 6  | 070:350 | +35   | 62     |
| 3.  | FC Rapperswil-Jona           | 30  | 17 | 10 | 3  | 063:350 | +28   | 61     |
| 4.  | FC Zürich U-21               | 30  | 15 | 9  | 6  | 063:410 | +22   | 54     |
| 5.  | USV Eschen-Mauren (Aufst.)   | 30  | 15 | 7  | 8  | 047:360 | +11   | 52     |
| 6.  | SV Höngg (Aufst.)            | 30  | 12 | 8  | 10 | 044:450 | −1    | 44     |
| 7.  | FC Baden                     | 30  | 13 | 4  | 13 | 051:440 | +7    | 43     |
| 8.  | SC YF Juventus               | 30  | 12 | 6  | 12 | 053:430 | +10   | 42     |
| 9.  | Grasshopper Club Zürich U-21 | 29  | 11 | 7  | 11 | 053:560 | −3    | 40     |
| 10. | FC St. Gallen U-21           | 29  | 9  | 8  | 12 | 051:600 | −9    | 35     |
| 11. | FC Winterthur U-21           | 30  | 10 | 4  | 16 | 047:510 | −4    | 34     |
| 12. | SV Schaffhausen              | 30  | 9  | 7  | 14 | 040:460 | −6    | 34     |
| 13. | GC Biaschesi                 | 30  | 9  | 4  | 17 | 037:620 | −25   | 31     |
| 14. | FC Mendrisio-Stabio          | 30  | 7  | 9  | 14 | 031:520 | −21   | 30     |
| 15. | FC Kreuzlingen               | 30  | 5  | 5  | 20 | 035:820 | −47   | 20     |
| 16. | FC Red Star Zürich           | 30  | 2  | 7  | 21 | 028:660 | −38   | 13     |

Die blau markierten Mannschaften qualifizierten sich für die Aufstiegsspiele, die rot markierten stiegen in die 2. Liga interregional ab. Aufst. steht für die Aufsteiger aus der 2. Liga interregional, Abst. für die Absteiger aus der Challenge League, R für die absolvierten Runden, S für Siege, U für Unentschieden, N für Niederlagen und Diff. für die Tordifferenz.
Anmerkung: Das Spiel zwischen dem Grasshopper Club Zürich U-21 und dem FC St. Gallen U-21 wurde beim Stand von 0:0 wegen Fanausschreitungen abgebrochen und nicht gewertet.

### Qualifikationsrunde
| Datum           |                         | Gesamt |                   | Hinspiel | Rückspiel |
| --------------- | ----------------------- | ------ | ----------------- | -------- | --------- |
| 2./6. Juni 2009 | ES FC Malley LS         | 4:6    | FC Chiasso        | 2:3      | 2:3       |
| 3./6. Juni 2009 | FC Rapperswil-Jona      | 3:5    | SC Kriens         | 1:2      | 2:3       |
| 3./6. Juni 2009 | FC Schötz               | 3:1    | Étoile Carouge FC | 1:0      | 2:1       |
| 3./6. Juni 2009 | FC Le Mont-sur-Lausanne | 4:1    | FC Tuggen         | 4:1      | 0:0       |

### Finalrunde
| Datum             |            | Gesamt |                         | Hinspiel | Rückspiel |
| ----------------- | ---------- | ------ | ----------------------- | -------- | --------- |
| 10./13. Juni 2009 | FC Chiasso | 2:3    | FC Le Mont-sur-Lausanne | 2:0      | 0:3       |
| 10./13. Juni 2009 | SC Kriens  | 6:2    | FC Schötz               | 3:1      | 3:1       |